# Coelho-doméstico
O coelho-doméstico (Oryctolagus cuniculus domesticus) é uma subespécie do coelho-europeu (Oryctolagus cuniculus) que foi domesticada há pouco mais de 1.500 anos e exposta à seleção artificial. Coelhos não são roedores. Fazem parte da ordem dos Lagomorfos, junto com as lebres e os ochotonas.
Comumente é dito que coelhos "não são bons animais de estimação para crianças", porque são frágeis e facilmente feridos por manuseio brusco, podem morder quando machucados ou assustados e se assustam facilmente com barulhos altos e movimentos bruscos.
Os coelhos nunca devem ser pegos pelas orelhas ou pela "barba" na parte de trás do pescoço, pois seus esqueletos são leves e frágeis em comparação com seus corpos e são suscetíveis a traumas de queda, torção e chute.
Inicialmente, os romanos criavam os coelhos para abate. Apenas a partir do século XIX, são tidos como animais de estimação nas nações ocidentais, tendo se popularizado como pet na década de 1980. Os coelhos podem ser criados livres pela casa desde que o espaço seja organizado "à prova de coelhos". Os coelhos podem ser treinados a usar o banheiro e a vir quando chamados, eles precisam se exercitar e podem danificar uma casa que não foi organizada "à prova de coelhos", já que possuem grande necessidade de mastigar (seus dentes crescem por toda a vida).
Os coelhos são especialmente populares como animais de estimação durante a época da Páscoa. Durante as semanas e meses após esse feriado, os grupos de resgate registram aumento do número de coelhos abandonados e negligenciados que foram comprados como presentes de Páscoa para crianças. Em 2017, eles foram o terceiro animal de estimação mais abandonado nos Estados Unidos. Alguns deles têm sorte e são resgatados, tratados, castrados e colocados para adoção. 

## História
O coelho começou a ser tratado como animal de estimação doméstico a partir da Era Vitoriana. A manutenção do coelho como animal de estimação a partir dos anos de 1800 coincide com as primeiras diferenças esqueléticas observáveis entre as populações selvagens e domésticas.
Os coelhos domésticos são populares nos Estados Unidos desde o final do século XIX. O que ficou conhecido como “Boom das Lebres Belgas” começou em 1888 com a importação dos primeiros animais dessa raça da Inglaterra para os Estados Unidos. De 1898 a 1901, milhares delas foram importadas e hoje é uma das raças mais raras, com apenas 132 exemplares encontrados nos Estados Unidos em 2015. Em 1910, foi fundada a American Belgian Hare Association (ARBA), o primeiro clube de coelhos da América.

## Características
Atualmente, são mais de 200 raças, pesando de 1kg (a exemplo da raça Anão Holandês - Netherland Dwarf) a 12kg os coelhos-domésticos são, assim como outros animais domesticados, capazes de se tornar maiores que seus ancestrais. Coelhos castrados mantidos dentro de casa com os devidos cuidados têm expectativa de vida de 8 a 12 anos (recorde mundial de 18 anos), com coelhos mestiços vivendo mais do que espécimes de raça pura, e raças anãs com expectativa de vida mais longa do que raças maiores.

Existem 11 grupos de genes de cores (ou loci) em coelhos. A pelagem de um coelho tem dois pigmentos (feomelanina para amarelo e eumelanina para marrom escuro) ou nenhum pigmento (para um coelho albino). Agrupamentos de genes de cores mais seus modificadores controlam aspectos como padrões de pelagem (por exemplo , marcas holandesas ou inglesas), matizes de cores e sua intensidade ou diluição, e a localização das faixas de cores na haste do pêlo (por exemplo, prateado).

Genes de Padrão e Cor da Pelagem dos Coelhos
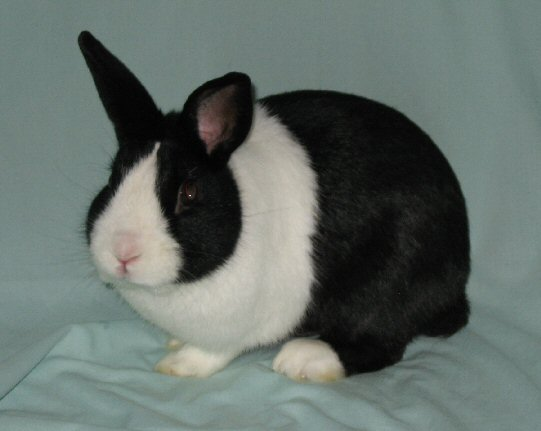
Gene = du Padrão: Holandês Gene = B Cor: Preto (no Branco)
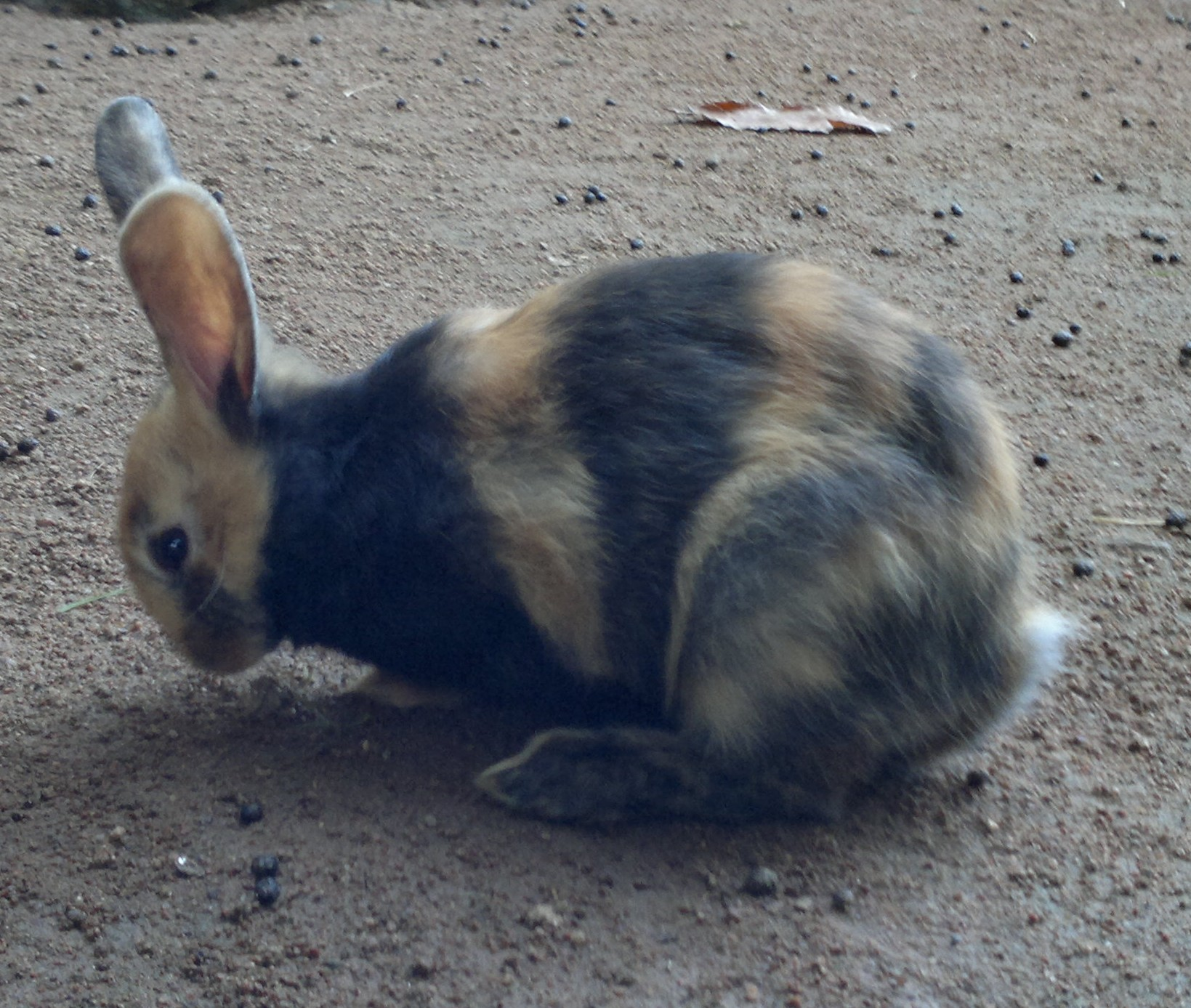
Gene = e(j) Padrão: Arlequim
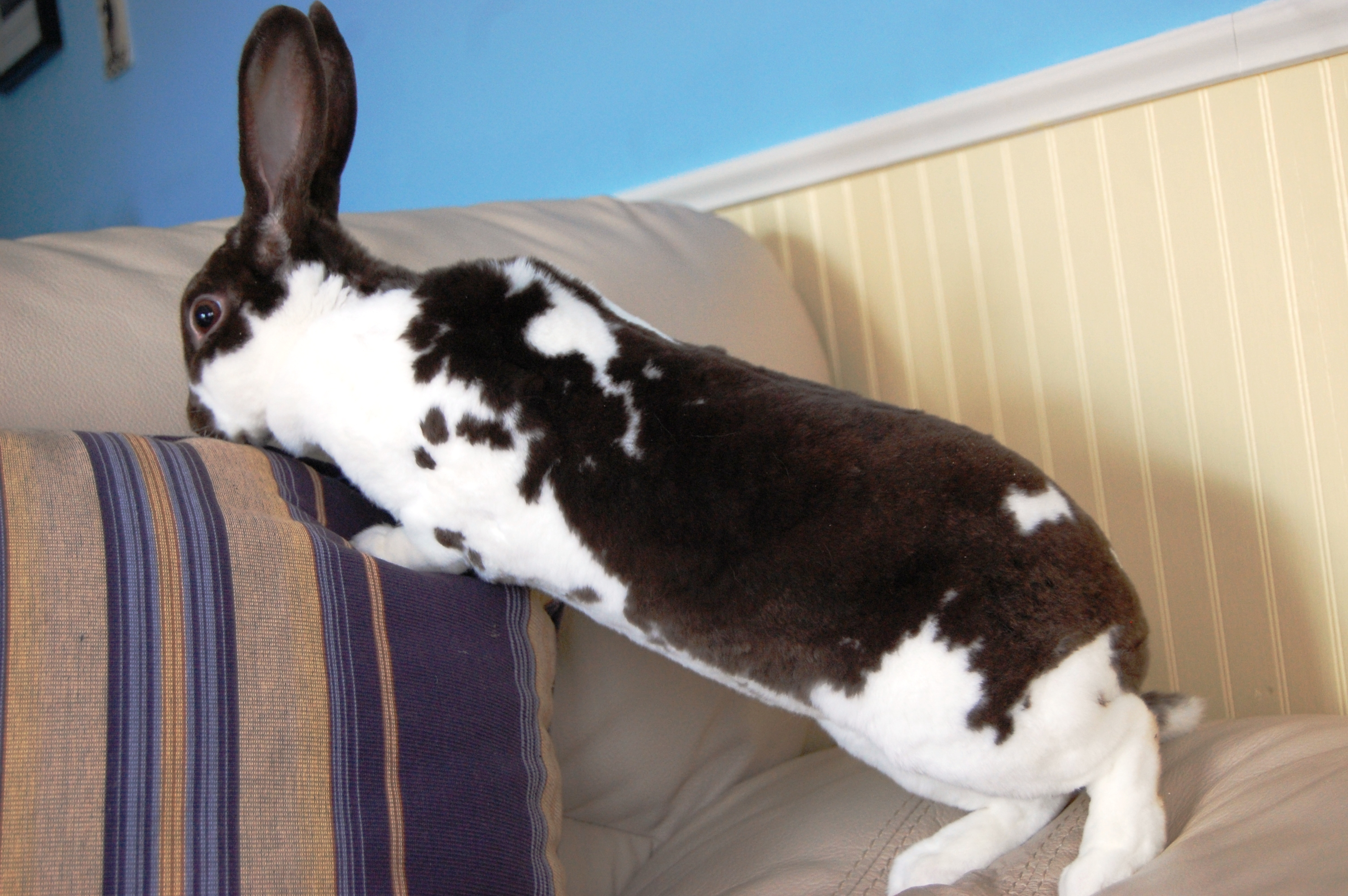
Gene = Enen Padrão: Mesclado Gene = D Cor: Chocolate (no Branco)
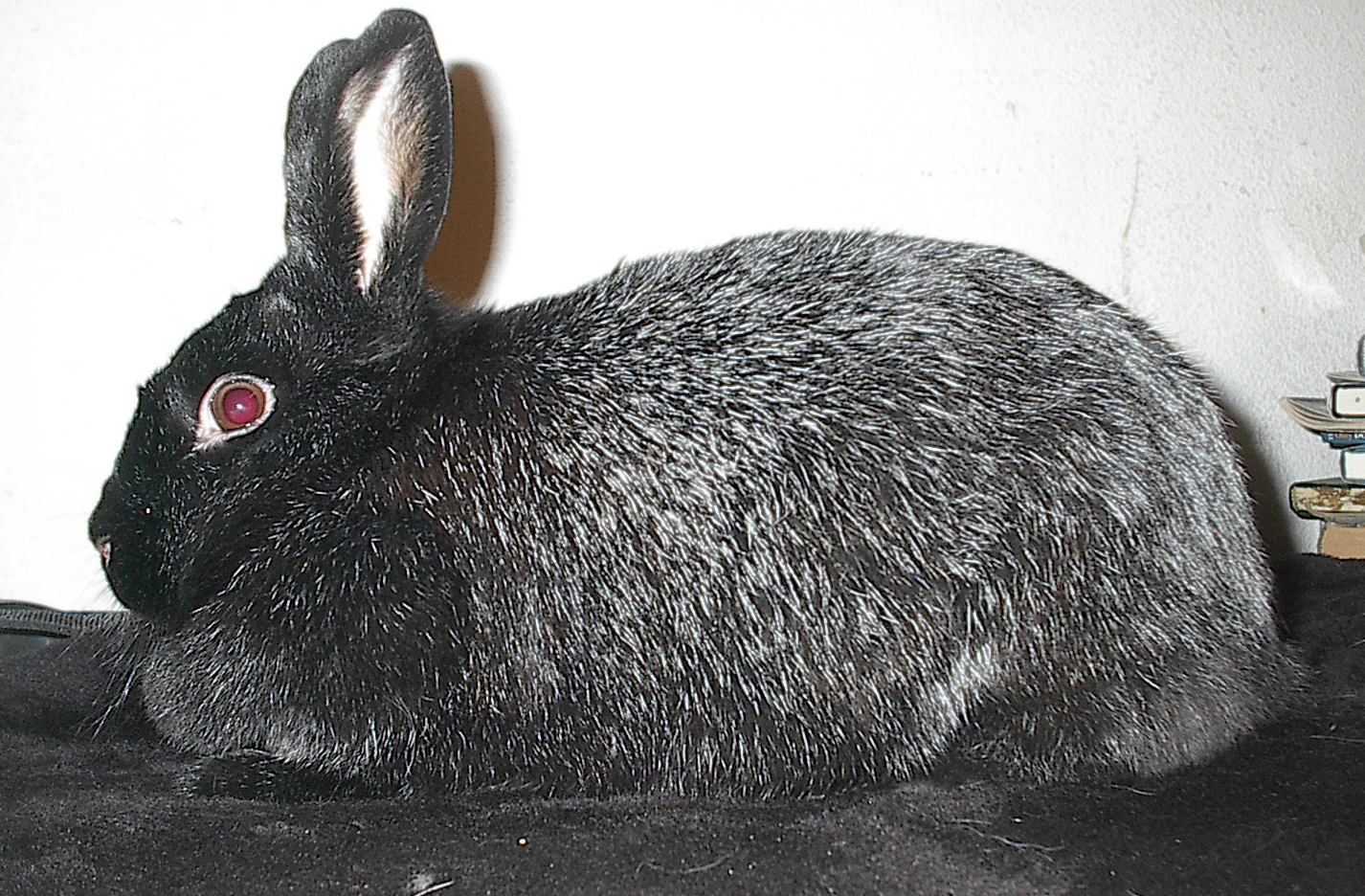
Gene = si Prateamento na haste do pêlo

## Comportamento
Coelhos podem se relacionar com humanos e aprender a seguir comandos de voz simples e vir quando chamados, e são curiosos e brincalhões. Os coelhos normalmente são criaturas calmas e pacíficas, que se assustam com facilidade. Os coelhos-domésticos não têm facilidade em se adaptar a novos ambientes.
Como descendentes domésticos de presas selvagens, os coelhos são criaturas alertas e tímidas que se assustam com bastante facilidade, e muitos de seus comportamentos são desencadeados pela resposta de luta ou fuga a ameaças percebidas. Pelo mesmo motivo, os coelhos são animais silenciosos, tendo desenvolvido sua comunicação com base em outros sentidos. Dentre os poucos sons que emitem, estão:
- Chorinho: quando bebê, o coelho faz um som para chamar a mãe,
- Cacarejar: quando está mastigando algo de que gosta muito (alimento ou outra coisa),
- Grunhir: semelhante ao rosnado de cães em som e significado (informam que vão morder), usado como defesa quando ameaçados ou não querem ser tocados,
- Ronronar: semelhante ao ronronado dos gatos em significado (está calmo e feliz), mas o som é produzido esfregando os dentes,
- Assobiar: para expulsar os demais coelhos (quando vive em grupos),
- Bater com as patas traseiras no chão: demonstra desaprovação ou é aviso de perigo,
- Ranger os dentes: diferente do ronronar, é o rangir forte de dentes e demonstra dor (deve-se procurar atendimento veterinário especializado o quanto antes),
- Gritar: quando perseguido por um predador ou morrendo,
- Gemer: quando não quer ser tocados ou quando está junto de outro coelho indesejado,
- Zumbido: quando o macho corteja a fêmea,
- Chiar: é acompanhado do andar em círculos e é um comportamento de cortejo ou de pedido de comida.

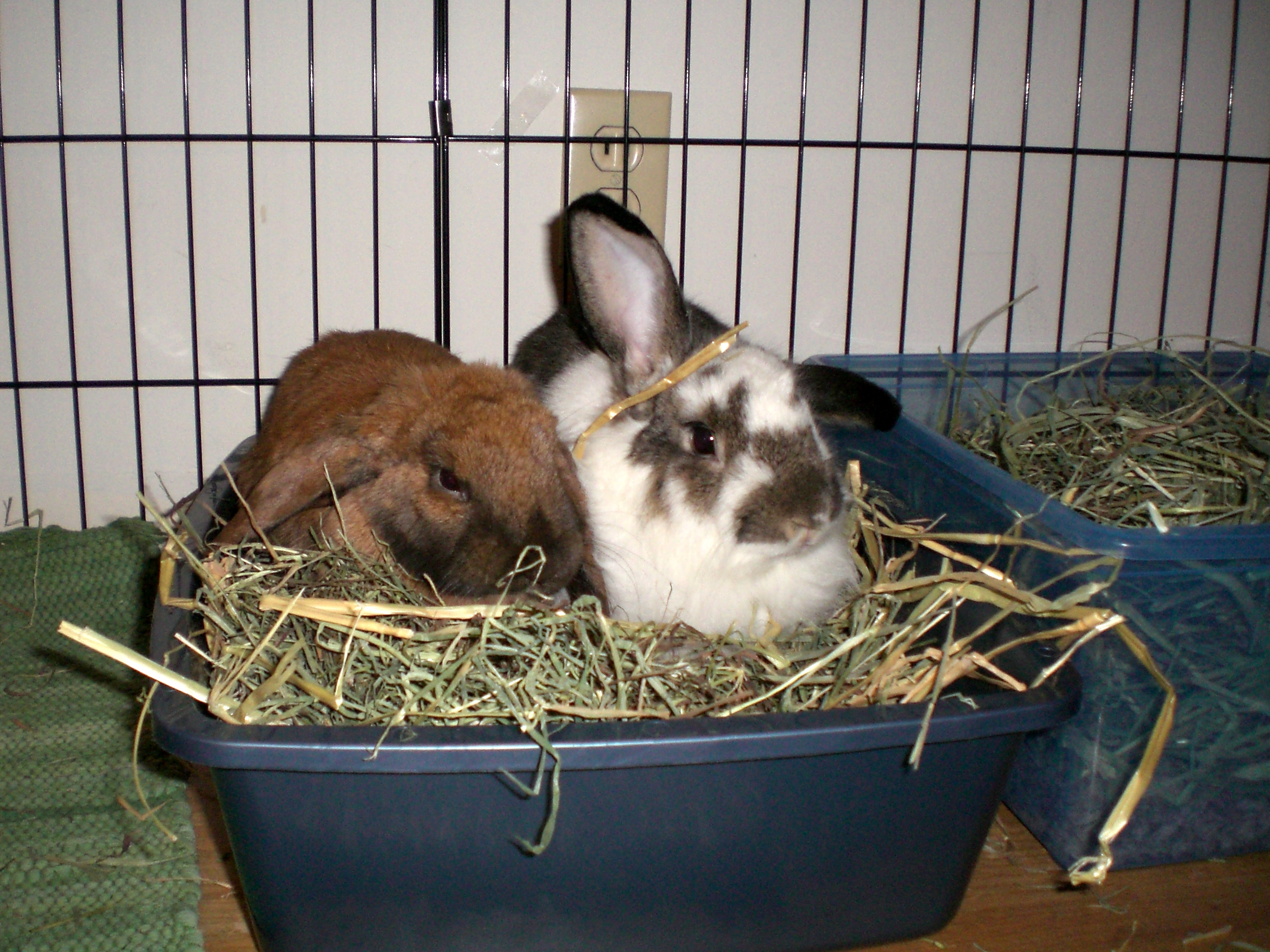
Coelhos podem ser ensinados a usar o "banheiro"

Eles são territoriais, cavam tocas e aturam outros coelhos no mesmo espaço desde que tenham sido castrados e adaptados entre si. São animais ditos crepusculares, ou seja, seu período de maior atividade é do anoitecer ao amanhecer.
Coelhos machos não castrados podem pulverizar seu território com uma urina de cheiro forte, a urina feminina não castrada também é pungente. Eles também podem deixar fezes pela casa, intencionalmente ou não. Coelhos podem morder e arranhar para comunicar desagrado, ou se forem ignorados; é uma parte da comunicação normal e não pode ser totalmente interrompida. Eles devem ser apanhados e manuseados adequadamente para evitar ferimentos ao coelho ou ao proprietário.
Os coelhos têm uma linguagem corporal diferente dos animais domésticos mais comuns: cães e gatos. Eles são frequentemente comparados, em cuidados e comportamento, aos gatos. Como os gatos, eles são inteligentes e podem ser treinados para usar o "banheiro". Eles também usam seus dentes e garras como armas de defesa e podem pular como um gato. Eles são quietos como um gato e independentes, mas também são bastante curiosos.

## Cuidados diários

### Acomodação
Coelhos não precisam ser criados em gaiolas. Na verdade, terão uma vida mais saúdavel caso tenham um espaço seu na casa, que não precisa ser grande. Para isso, é preciso preparar o espaço para o coelho, tornando-o seguro para o animal, principalmente protegendo fios elétricos e móveis. Os coelhos roem quase tudo, incluindo cabos elétricos (possivelmente levando a eletrocussão), plantas potencialmente venenosas e materiais como tapetes e tecidos que podem causar bloqueios intestinais com risco de vida, portanto, as áreas às quais eles têm acesso precisam ser à prova de animais de estimação.

### Banho
O coelho tem hábitos parecidos com o gato: se limpa constantemente. Por isso, não é preciso levá-los para banho em petshops; o que pode ser inclusive perigoso, na verdade, pois: 1. se não for bem seco vai gerar fungos no pêlo; 2. o barulho de outros animais ou dos secadores pode levá-lo a se assustar demais e ter um infarto; 3. o manuseio incorreto de um coelho assustado pode levar a quebrar ossos (pois são frágeis).

### Alimentação
A dieta de um coelho de estimação é voltada para ter um companheiro saudável e de longa vida.

#### Feno
A base da alimentação do coelho é composta por feno de gramínea e, segundo estudo, ele faz um bom uso da proteína desse alimento, mas não digere muito bem a fibra; o que é essencial para o pleno funcionamento de seu trato digestivo (evitando enterites - inflamações no intestino - e mesmo obstruções) e o controle do crescimento dentário (evitando hipercrescimento dos dentes). Além disso, o coelho possui facilidade de acúmulo de cálcio nos rins, de modo que sua alimentação deve ser baixa nesse elemento. O feno de alfafa não é recomendado para coelhos adultos, pois é muito rico em proteínas e muito rico em cálcio. Os fenos de capim são os melhores porque são mais baixos em proteínas e cálcio.

#### Verduras
A complementação com verduras é diária, se possível intercalar 4 espécies diferentes para oferecer mais nutrientes, na proporção de 1 xícara de chá de folhas por kg de peso do coelho. Nem todas as verduras são ideais para o coelho, porque algumas podem causar gases (que virá com muita dor para o coelho) ou diarreia (que é um quadro mortal para o coelho, porque é difícil de ser revertida). Segue uma tabela com algumas indicações:
| Verduras e vegetais que podem ser oferecidos diariamente | Verduras e vegetais que podem ser oferecidos diariamente | Verduras e vegetais que podem ser oferecidos diariamente |
| --- | -------------------------------------------------------- | -------------------------------------------------------- |
| Aipo (salsão) | Almeirão                                                 | Capim cidreira                                           |
| Catalônia | Chicória                                                 | Coentro                                                  |
| Endívia | Erva doce                                                | Escarola                                                 |
| Folhas de endro | Funcho                                                   | Grama de trigo                                           |
| Hortelã | Jiló                                                     | Manjericão                                               |
| Rama de cenoura | Rúcula                                                   |                                                          |
| Verduras e vegetais que podem ser oferecidos 1x por semana (têm alto teor de oxalato, que se acumula no organismo do coelho e pode causar pedra nos rins e irritação na pele e na boca) |                                                          |                                                          |
| Acelga chinesa | Agrião                                                   | Couve                                                    |
| Folhas de beterraba | Folhas de brócolis                                       | Folhas de mostarda                                       |
| Folhas de pepino | Folhas de rabanete                                       | Salsinha                                                 |
| Flores e ervas que podem ser oferecidas com moderação |                                                          |                                                          |
| Calêndula | Camomila                                                 | Flor de abóbora                                          |
| Hibisco | Lavanda                                                  | Rosa                                                     |
| Verduras e vegetais PROIBIDOS (podem causar gases ou diarreia) |                                                          |                                                          |
| Alface | Batata                                                   | Espinafre                                                |
| Favas | Feijões                                                  | Flor de brócolis                                         |
| Repolho | Vagem                                                    |                                                          |

#### Ração
O feno é inclusive um dos componentes importantes das rações comerciais formuladas para coelhos domésticos. Para imitar seu comportamento natural e prevenir a obesidade, apenas uma colher de chá de ração é oferecida a coelhos adultos, uma ou duas vezes ao dia.

#### Alimentos industrializados "especiais"
Alimentos para coelho parecidos com uma granola, contendo flocos e pedaços de frutas, não são recomendados, pois são baixas em fibras e ricas em açúcares. Além disso, numerosos estudos descobriram que eles aumentam o risco de obesidade e de doenças dentárias.

## Saúde
A doença é rara quando os coelhos são criados em condições de higiene e recebem cuidados adequados. Considerado espécie exótica (animais que não o cachorro e o gato), o coelho demanda atendimento veterinário especializado e cuidados diários bastante específicos. Por serem presas na natureza, os coelhos desenvolveram a capacidade de dissimular sinais de doença ou dor pelo maior tempo possível, de modo a não demonstrar fraqueza perante o grupo e o inimigo. Por isso, geralmente, o estado clínico dos animais é pior do que aparentam, quando se detecta alguma doença.

### Principais problemas
Os principais problemas de saúde vistos em coelhos domésticos são:
- Hipomotilidade gastrointestinal
- Obstrução intestinal
- Diarreia (coccidiose)
- Pododermatite profunda
- Adenocarcinoma uterino (metastisado; hemorragia)
- Encefalitozoonose
- Intoxicação (veneno)
- Eletrocussão
- Traumatismos
- Urolitíase
- Choque hipovolêmico

### Digestão

Anatomia interna do coelho

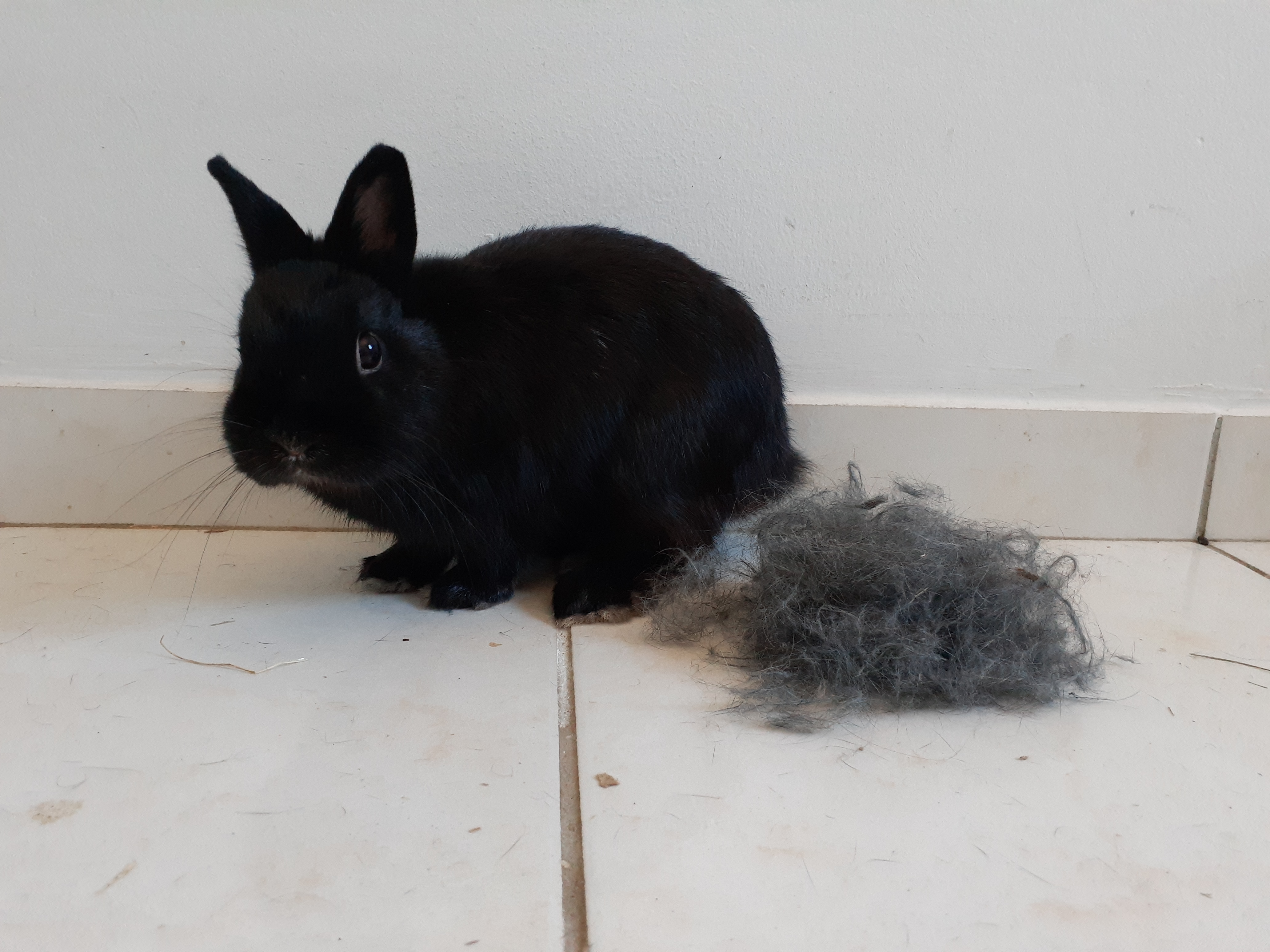
A escovação nos períodos de troca de pelo é essencial para que não haja obstrução intestinal.

Os coelhos são fermentadores do intestino posterior e, portanto, têm um ceco alargado. Isso permite que um coelho digira, via fermentação, o que de outra forma não seria capaz de processar metabolicamente. O processo de coprofagia é importante porque os cecótrofos contêm uma porção suficientemente grande de nutrientes que são essenciais para a saúde do coelho, dentre eles a vitamina B.
Depois que um coelho ingere a comida, ela desce pelo esôfago e passa por uma pequena válvula chamada cárdia (que, nos coelhos, é muito pronunciada e os impede de vomitar). O alimento então se move para o estômago e intestino delgado, onde ocorre a maior parte da extração e da absorção dos nutrientes. A comida então passa para o cólon e, eventualmente, para o ceco. Contrações musculares peristálticas (ondas de movimento) ajudam a separar partículas fibrosas e não fibrosas. As não fibrosas são movidas pelo cólon, através da válvula ileocecal, e para dentro do ceco. Bactérias simbióticas no ceco ajudam a digerir as partículas não fibrosas em uma substância metabolicamente mais gerenciável. Depois de três horas, uma massa fecal macia semelhante a uvas, chamada cecótrofo, é expelida pelo ânus e instintivamente comida pelo coelho, sem mastigar para que o revestimento mucoso proteja do ácido estomacal as bactérias ricas em vitaminas e nutrientes, até atingirem o intestino delgado, onde os nutrientes do cecótrofo podem ser absorvidos.
Quando os cecótrofos estão úmidos e escorrendo (semi-líquidos) e grudam no coelho e nos objetos ao redor, são chamados de cecótrofos moles intermitentes (ISCs). Isso é diferente da diarreia comum e geralmente é causado por uma dieta muito rica em carboidratos ou muito pobre em fibras. Causas possíveis: frutas macias ou itens de salada, como alface, pepino e tomate.

### Castração
Organizações e veterinários recomendam que coelhos de estimação sejam castrados. As vantagens para a saúde incluem maior longevidade e (para fêmeas) um risco reduzido de câncer de ovário e útero ou de endometrite. Em pequenos mamíferos fêmeas, os distúrbios uterinos são muito comuns, afetando até 77,8% dos animais com mais de 6 anos. Para ambos os sexos de coelhos, a castração reduz a agressão a outros coelhos, bem como a marcação territorial (especialmente nos machos). Os animais não-castrados não são tão propensos a formar laços sociais agradáveis, assim, a castração promove interações menos estressantes entre coelhos e deles com os humanos.
Qualquer atendimento aos coelhos deve ser realizado por um veterinário especializado em coelhos. No caso de cirurgias, coelhos apresentam alto risco de complicações relacionadas à anestesia por uma série de questões fisiológicas (por exemplo, temperatura corporal, frequência de batimentos cardíacos e respiratória), por isso, deve ser administrada anestesia inalatória. Além disso, é preciso ter cuidado com infecção do local da cirurgia no pós-operatório.